# Патолошки и парадоксни типови дисања
Периодична дисања се помињу као посебни поремећаји дисања који се јављају у низу патолошких стања. Начешћи тип периодичног дисања назива се Чејн-Стоуксово дисање. Поред њега разликујемо Биотово и Кусмаулово дисање.
- Чејн-Стоуксово дисање карактерише постепено појачавање и слабљење респирације која се понавља у интервалу од 45 секунди до 3 минута. Најчешћи узрок овог типа дисања је срчана слабост, повећање запремине левог срца и због смањења функционалног резидуалног капацитета плућа због плућне конгестије и едема.

- Биотово дисање се јавља код тешких деструктивних процеса на мозгу, у оним стањима која су праћена повећаним интракранијалним притиском. Њега карактеришу неколико респирација после којих долази до престанка дисања, односно јављају се периоди апнеје, која може да траје и до 10-30 секунди. Говори нам о веома оштећеној можданој циркулаци.

- Кусмаулово дисање чине дужи периоди апноичне паузе. Јавља се у дијабетесној коми, дисање је дубоко и шумно, а респирације дубоке и ретке.